# Pachydactylus atorquatus
Espèce
Pachydactylus atorquatus est une espèce de geckos de la famille des Gekkonidae.

## Répartition
Cette espèce est endémique du Cap-du-Nord en Afrique du Sud.

## Description
C'est un gecko insectivore.

## Publication originale
- Bauer & Barts & Hulbert, 2006 : A new species of the Pachydactylus weberi group (Reptilia: Squamata: Gekkonidae) from the Orange River, with comments on its natural history. Salamandra, vol. 42, n. 2/3, p. 83-92 (texte intégral).